# Peromyia composita
Peromyia composita är en tvåvingeart som beskrevs av Jaschhof 1997. Peromyia composita ingår i släktet Peromyia och familjen gallmyggor. Arten är reproducerande i Sverige. Inga underarter finns listade i Catalogue of Life.